# Dafne Keen

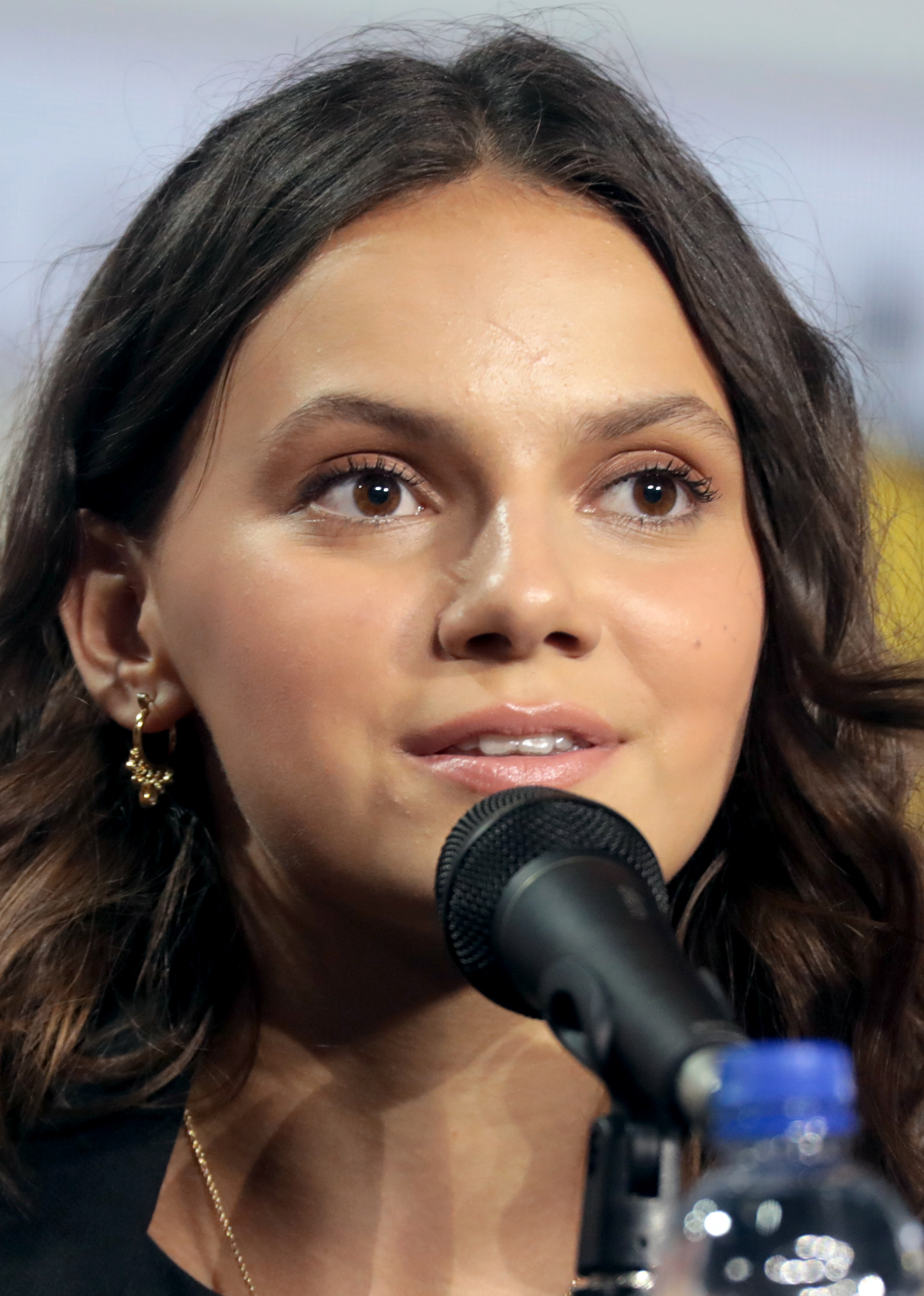
Dafne Keen (2019)

Dafne Keen (* 4. Januar 2005 in Madrid, geboren als Daphne Keen Fernández) ist eine britisch-spanische Schauspielerin.

## Leben und Karriere

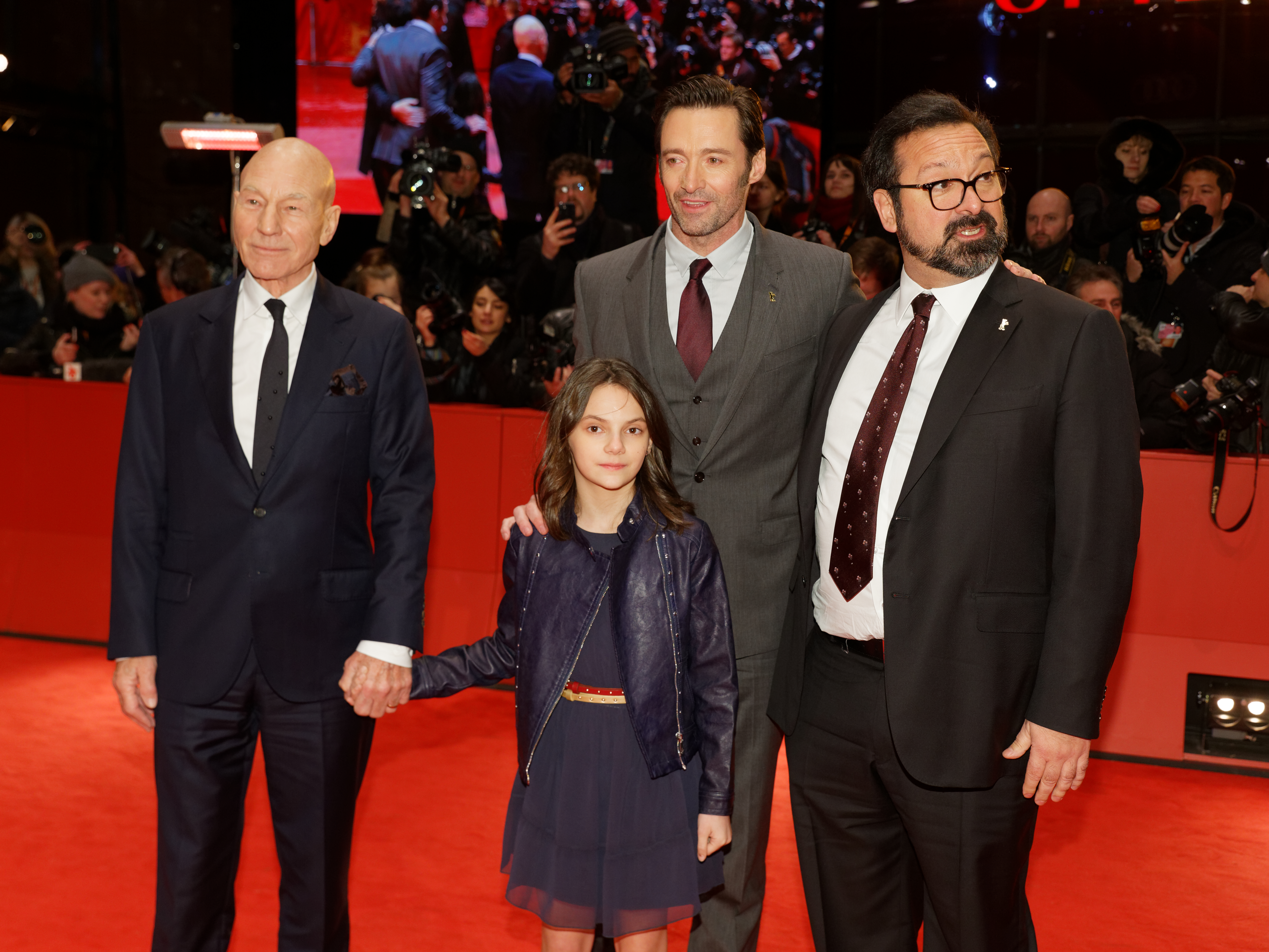
Dafne Keen bei der Weltpremiere von Logan (2017)

Keen ist die Tochter des Schauspielers Will Keen und der Schauspielerin María Fernández Ache. Sie gab 2014 in der Fernsehserie The Refugees an der Seite ihres Vaters ihr Schauspieldebüt. Neben ihrer schauspielerischen Tätigkeit geht sie weiterhin in Madrid, ihrem Heimatort, zur Schule. In der spanisch-britischen Produktion porträtierte sie bis 2015 die Rolle der Ana „Ani“ Cruz Oliver, der Tochter der Hauptpersonen. Die Serie umfasst acht Folgen in einer Staffel und handelt von Flüchtlingen, die aus der Zukunft in die Gegenwart reisen, um einer bevorstehenden globalen Katastrophe zu entkommen.
2016 übernahm sie eine Hauptrolle in der Comicverfilmung Logan – The Wolverine, wo sie die Figur X-23 / Laura porträtierte, einen weiblichen Klon der titelgebenden Figur. Es handelt sich um den zehnten Teil der X-Men-Filmreihe, der 2017 in die Kinos kam. Dieselbe Rolle spielte sie 2024 erneut in Deadpool & Wolverine.
Von 2019 bis 2022 spielte sie die Hauptrolle der Lyra Belacqua in der BBC/HBO-Serie His Dark Materials, die am 3. November 2019 in Großbritannien anlief. 2024 übernahm sie die Rolle der Jecki Lon in der Star-Wars-Serie The Acolyte.

## Filmografie
- 2014–2015: The Refugees (Fernsehserie, 7 Folgen)
- 2017: Logan – The Wolverine (Logan)
- 2019–2022: His Dark Materials (Fernsehserie, 23 Folgen)
- 2020: Ana
- 2024: The Acolyte (Fernsehserie, 5 Folgen)
- 2024: Deadpool & Wolverine